# Фталева кислота
Фта́лева кислота́ — найпростіший представник двоосновних ароматичних карбонових кислот. Її солі й ефіри називають фталатами.

## Історія
Фталеву кислоту вперше отримав французький хімік Огюст Лоран 1836 року, який окислюючи тетрахлорид нафталіну, отримав ортофталеву кислоту. Вважаючи, що отримана ним речовина є похідною нафталіну, він назвав його «нафталіновою кислотою». Швейцарський хімік Жан Шарль Галісард Маріньяк визначив формулу отриманої речовини й указав на цю помилку. Тоді Лоран дав їй сучасну назву.

## Отримання
У промисловості фталеву кислоту отримують окисненням нафталіну або о-ксилолу з каталізатаром, який містить оксид ванадію. При цьому утворюється ангідрид фталевої кислоти, який легко приєднує воду:

## Ізомерія
Фталева кислота має три ізомери, які відрізняються один від одного взаємним розташуванням карбоксильних груп -COOH:
- Бензен-1,2-дикарбонова кислота (ортофталева кислота, або фталева кислота);
- Бензен-1,3-дикарбонова кислота (метафталева кислота, або ізофталева кислота);
- Бензен-1,4-дикарбонова кислота (парафталева кислота, або терефталева кислота).

ортофталева кислота
метафталева кислота
парафталева кислота